# 손자위성
손자위성(孫子衛星)이란 지구와 같은 행성의 위성을 공전하는 위성을 가리키는 단어이다. 현재 우주를 연구하는 천문학에서 이론상으로 존재하는 천체이다.

## 특징
손자위성은 행성의 위성이 적당한 중력을 가지고 있으며 행성 자체의 중력은 손자 위성을 끌어당기지 않을만큼 적당한 중력을 가지고 있어야 된다. 그래서 인공위성과 같이 인위적으로 만든 것을 제외하면 자연적인 손자위성의 생성은 발생할 가능성이 낮아서 인공 위성과 같이 사람이 인위적으로 만든 위성이 아닌 자연적으로 발생된 손자위성은 우주를 연구하는 천문학에선 아직 발견되지 않고 이론적으로 존재하는 가상의 천체가 된다. 지구의 인류에 대한 관점으로 보자면 지구의 위성인 달을 공전하는 위성이 지구에 대한 손자위성으로 불리며 현재는 사람이 인위적으로 만들어 달을 공전하는 인공위성만이 지구에 대한 달의 손자위성으로 존재한다. 다만 지구에 일시적으로 출현한 소행성인 2020 CD3가 지구에 대한 손자 위성이 될 수도 있다고 한다.

## 같이 보기
- 행성
- 천문학
- 위성
- 인공 위성